# José Manuel Rey
José Manuel Rey Cortegoso (Caracas, 20 maggio 1975) è un ex calciatore venezuelano con passaporto spagnolo, di ruolo difensore.

## Carriera

### Club
Nella sua carriera ha girato molti club sudamericani ed europei. Inizia la sua carriera professionistica nel Marítimo de Venezuela, nel 1994-1995 e l'anno successivo tenta l'avventura in Europa, entrando ufficialmente nella squadra riserve del Deportivo la Coruna. A fine anno torna in Venezuela firmando per il Caracas, dove rimane per tre anni. Nel 1999 si trasferisce a Guayaquil, in Ecuador, giocando 24 partite con l'Emelec e nel 2000 riprova l'esperienza europea in Scozia, presso il Dundee United, ma non riesce a giocare neanche una partita.
Dopo aver rivestito la maglia del Caracas e dell'Emelec, nel 2004 viene acquistato dalla società spagnola del Pontevedra, neopromossa in Segunda División.
Rey torna ancora una volta in patria, al Caracas, e tra il 2005 e il 2006 intervalla anche una breve esperienza in Colombia, nell'Atlético Nacional di Medellin.
Nel 2007-2008 si trasferisce a Cipro presso l'AEK Larnaca, ma a fine stagione torna nuovamente in patria al Caracas, dove gioca titolare due anni. Nel 2009 è il Colo Colo ad assicurarsi le sue prestazioni in prestito, ingaggiandolo per sostituire nella Copa Libertadores l'infortunato Luis Mena.
Dopo essere ritornato a Caracas, nel 2011 trascorre un breve periodo presso l'Atlético Mineros de Guayana prima di essere ingaggiato, sempre nel 2011, dal Deportivo Lara.
Il 20 maggio 2015, nel giorno del suo quarantesimo compleanno, si è ritirato dal calcio giocato.

### Nazionale
È stato una delle colonne della Nazionale venezuelana, con le sue 115 presenze condite da 11 reti. Ha partecipato a molte edizioni della Coppa America.
È noto inoltre per una rete segnata su un calcio di punizione quasi dalla linea di centrocampo nel 2007, in una partita contro l'Ecuador per la qualificazione ai mondiali del 2010